# Richeria grandis
Richeria grandis är en emblikaväxtart som beskrevs av Vahl. Richeria grandis ingår i släktet Richeria och familjen emblikaväxter.

## Underarter
Arten delas in i följande underarter:
- R. g. gardneriana
- R. g. grandis

## Bildgalleri

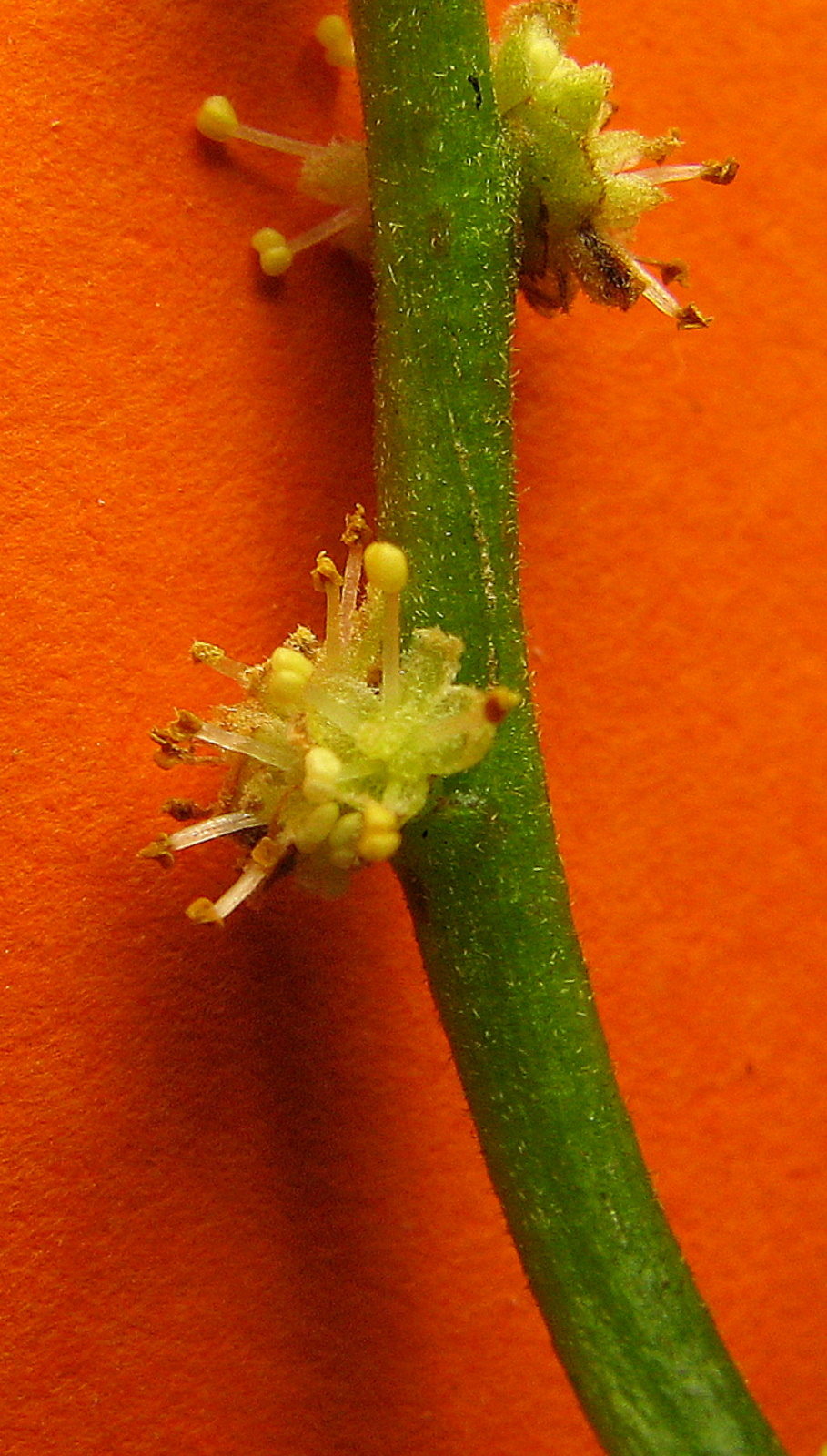
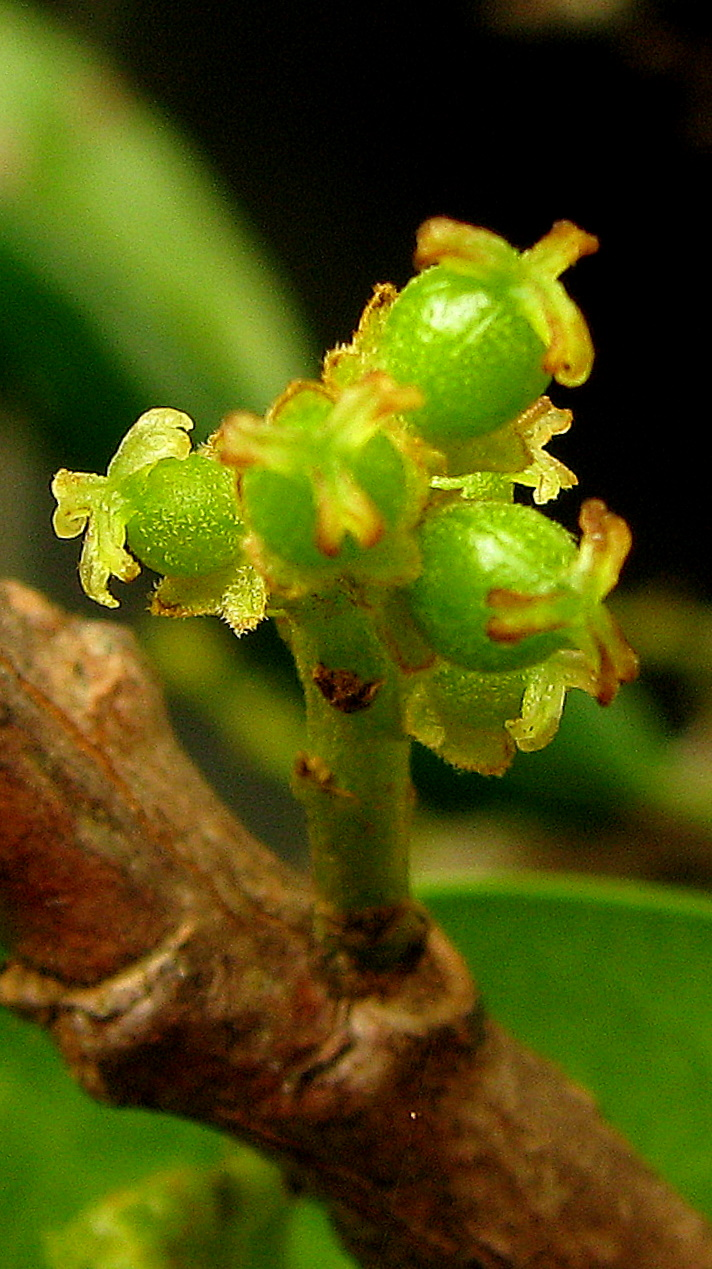
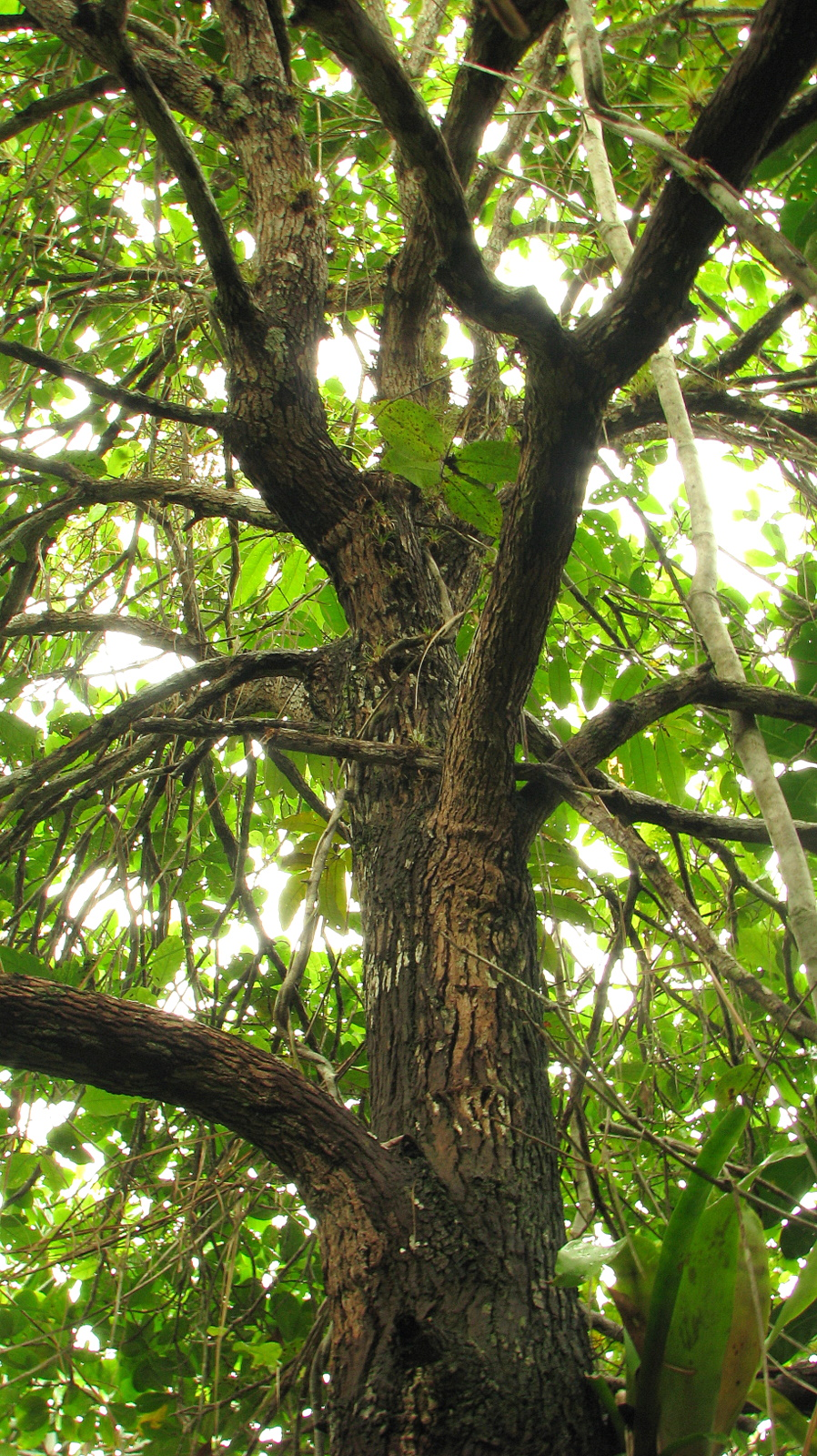
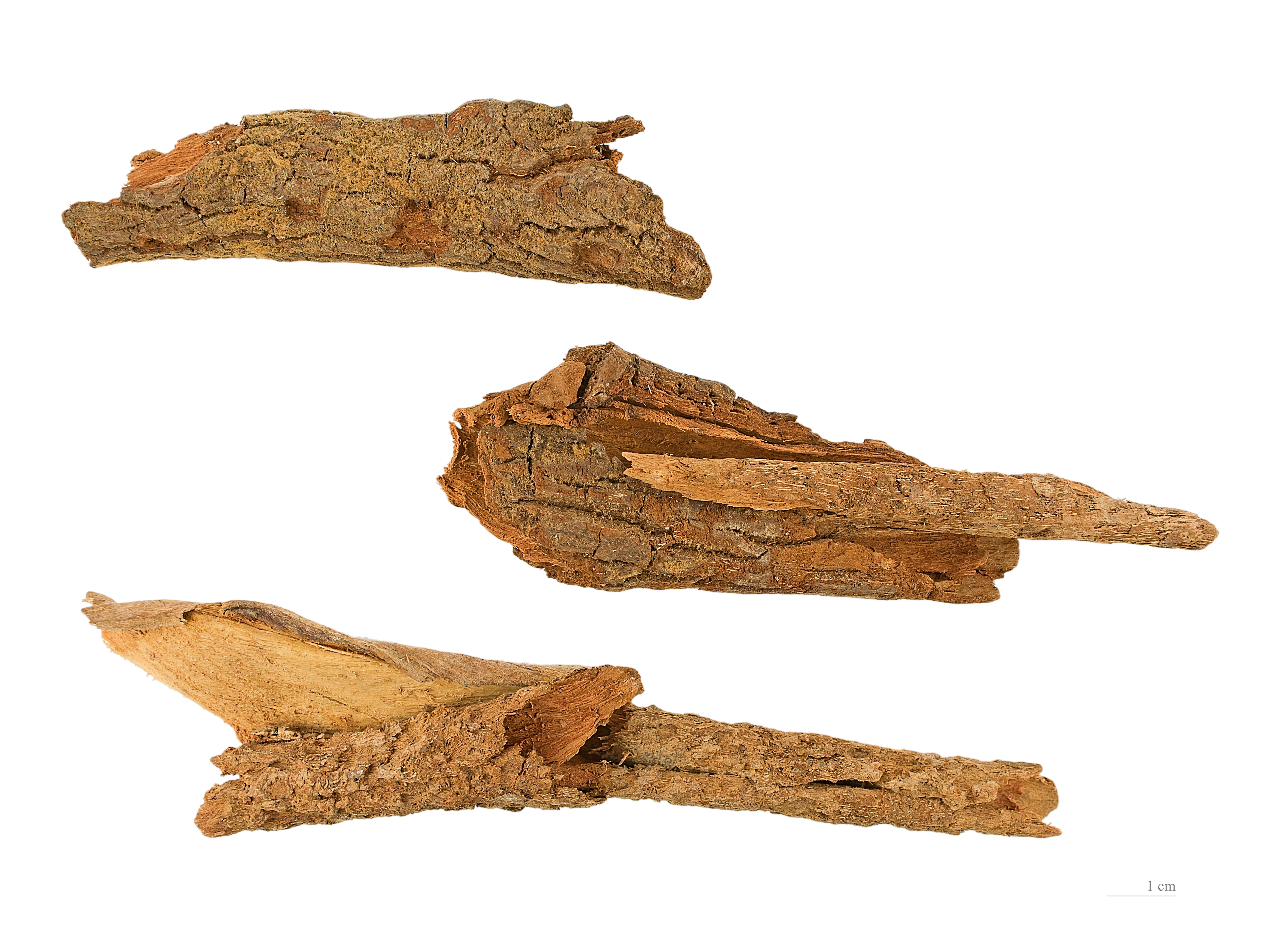
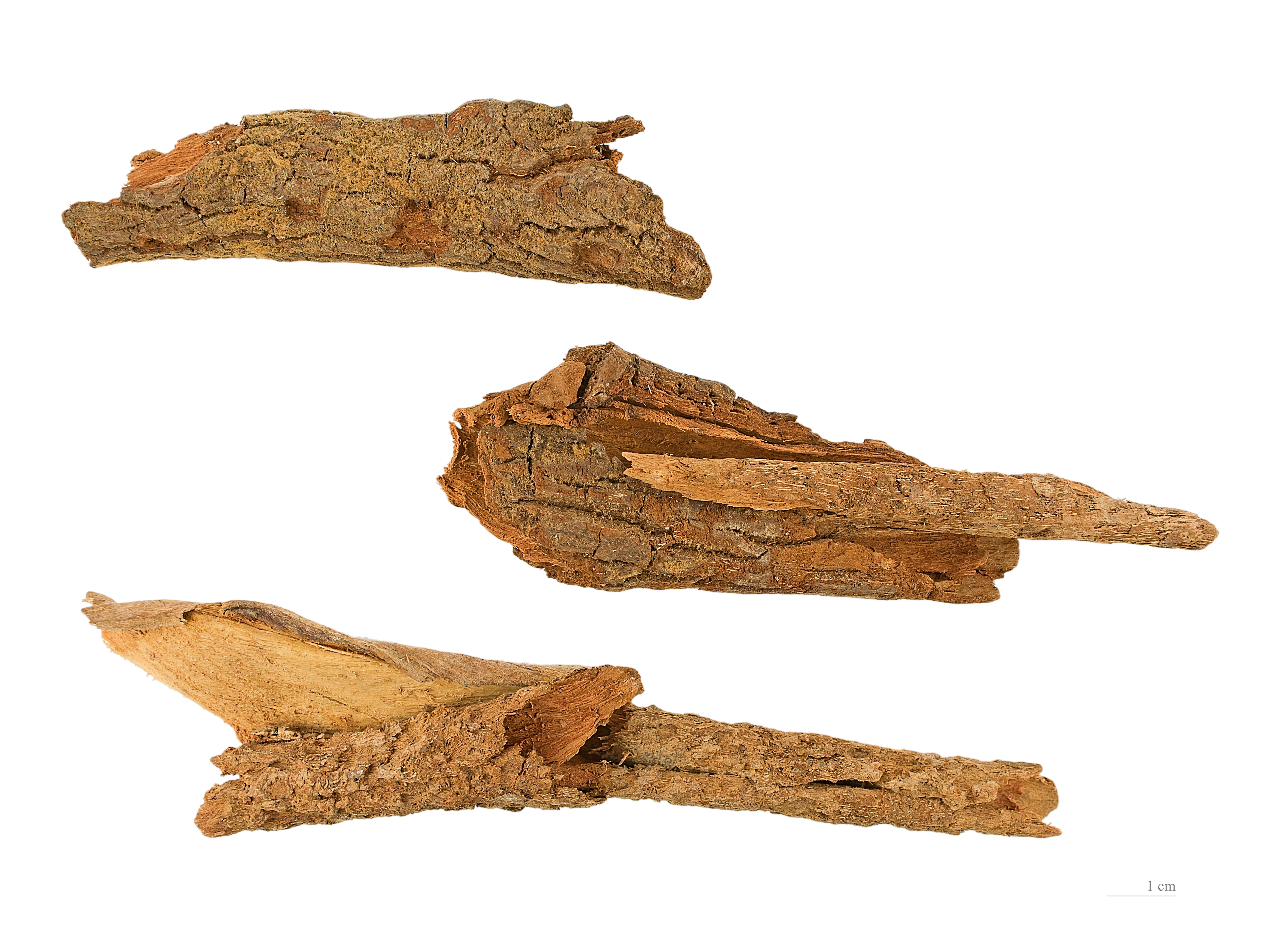